# Никола II (Лотарингия)
Николаус II Франц (на френски: Nicolas François de Lorraine, Nicolas François de Vaudémont; * 6 декември 1609, † 25 януари 1670) е епископ на Тул (1624 – 1634) и кардинал, също херцог на Лотарингия и Бар (1634).

## Живот
Той е по-малък син на херцог Франц II и Христина фон Салм.
На 13 години през 1624 г. той става епископ на Тул и след две години кардинал на 19 януари 1626 г. През септември 1633 г. Франция окупира Лотарингия и Николаус напуска духовническата си служба (19 януари 1634), става херцог за няколко месеца, когато Карл ІV се отрича от престола. После се отказва, за да може по-големия му брат херцог Карл IV да се върне на трона.
Николаус II Франц се жени на 17 февруари 1634 г. в Люневил, против волята на френския крал, за своята братовчедка Клавдия Лотарингска (* 1612; † 1648), дъщеря на херцог Хайнрих II и Маргарита Гонзага от Мантуа. Французите поставят херцогската фамилия в двореца им под домашен арест. Николаус и Клавдия успяват да избягат на 1 април 1634 г. Те бягат във Франш Конте, в Италия и през август 1636 г. в Мюнхен и накрая се установяват за 18 години във Венеция.
През 1654 г., след затварянето на брат му, той става ръководител на лотарингската войска. Той и синът му Карл Леополд отиват на френска служба и с успехите си през 1658 г. Николаус успява да освободи брат си.

## Деца
Николаус II Франц и Клод Лотарингска имат децата:
- Фердинанд Филип (* 1639; † 1659)
- Карл V (* 1643; † 1690), титулар-херцог на Лотарингия
- Анна Елеонора (* 1645; † 1646)
- Анна Мария († млада)
- Мария Анна Тереза (* 1648; † 1661), абатеса на Ремиремонт